# Hooksieler Tief
Das Hooksieler Tief  ist ein etwa 12 Kilometer langes Tief in der Stadt Jever und in der Gemeinde Wangerland im Landkreis Friesland im Norden von Niedersachsen.
Der sechs bis elf Meter breite Wasserlauf im Jeverland, durch den das Binnenland entwässert wird und das Binnenwasser in die Nordsee abfließt, beginnt am Tettenser Tief im nördlichen Bereich von Jever. Das Hooksieler Tief unterquert die L 812 und die B 210 und fließt dann in nordöstlicher Richtung weiter, östlich vorbei an Waddewarden. Das sich im südlichen Bereich von Hooksiel befindende Siel wurde um 1970 im Zuge der Eindeichung geschlossen. Dadurch findet kein Wasseraustausch mit dem Hooksieler Binnentief mehr statt. Das Hooksieler Tief entwässert seitdem über das rund 1 Kilometer südwestlich von Hooksiel abzweigende Südliche Verbindungstief in das Crildumer Tief und weiter über das Hohenstief von dem aus das Wasser über das Schöpfwerk Wangerland und das Wangertief in die Nordsee abfließt.
In früheren Zeiten diente das Tief vor allem zur Entwässerung und als Verkehrsweg, heute auch den Freizeitsportarten Paddeln und Angeln.